# 마우저
마우저(독일어: Mauser)는 본래 왕립 뷔르템베르크 총기공장이었으며, 독일의 무기 제조사였다. 1870년대부터 독일 제국군을 위해 볼트 액션 소총과 반자동 권총을 생산했다. 19세기 말과 20세기 초에는 마우저 디자인이 많은 국가에 수출되고 라이선스되어 군용 및 민간 스포츠 화기로 채택되었다.  1999년 민수용 부문은 독일 이스니 임 알가우에 본사를 둔 마우저 사냥무기 유한회사(Mauser Jagdwaffen GmbH)로 분리되어 뤼케 & 오르트마이어 그룹에 매각되었다. 군용 무기 부문은 2004년부터 라인메탈 디펜스(Rheinmetall Defence)의 자회사인 라인메탈 무기 탄약 유한회사 마우저 오버도르프 지사로, 마우저의 본거지인 네카강변 오버도르프에서 운영되고 있다.
마우저의 가장 잘 알려진 발명품은 게베어 98의 98식 볼트 액션 장치이다. 이 무기는 1898년 4월 5일, 독일 황제 빌헬름 2세가 프로이센 왕국에서 실험용 무기로 도입되었다(황제 칙령 ACO). 이를 기반으로 개발된 카라비너 98은 독일 육군과 국가방위군의 제식 소총이 되었으며, 이후 총열이 15cm 짧아진 Kar98k는 1945년까지 독일 국방군의 표준 소총으로 사용되었다. 이 소총은 오늘날에도 독일 연방 국방부 의장대에서 사용되고 있다.

## 역사
뷔르템베르크 선제후 프리드리히 1세는 1811년 7월 31일 쾨니글리헤 바펜 슈미덴(문자 그대로: 왕립 무기 단조 공장)으로 이 기업을 설립했다. 원래는 루트비히스부르크와 크리스토프슈탈에 부분적으로 위치해 있었지만, 공장은 오버른도르프 암 네카어에 있는 옛 아우구스티누스 수도원으로 이전되었고, 그곳에서 안드레아스 마우저는 총기 명장으로 일했다. 그와 함께 일했던 그의 일곱 아들 중 페터 파울 마우저는 더 빠르고 효율적인 작업 방식을 개발하는 데 뛰어난 능력을 보였다. 그의 형 빌헬름은 아버지가 병이 들자 아버지의 많은 임무를 대신했다.

### 초기
페터 파울 마우저는 종종 파울 마우저라고 불리며, 1838년 6월 27일 뷔르템베르크의 오버른도르프 암 네카어에서 태어났다. 그의 형 빌헬름은 네 살 위였다. 다른 형제인 프란츠 마우저는 1853년에 여동생과 함께 미국으로 가서 E. 레밍턴 앤드 선즈에서 일했다.
파울은 1859년에 루트비히스부르크 무기고의 포병으로 징집되어 총포 제작자로 일했다. 1859년 12월까지 그는 상사들에게 깊은 인상을 주어 비활동 군복무에 배치되어 오버른도르프의 왕실 공장에 배정되었다. 파울은 퇴근 후 여가 시간에 형 빌헬름과 함께 새로운 총 시스템을 개발하는 데 참여했다. 파울은 엔지니어이자 설계자였고, 빌헬름은 오버른도르프 공장과의 이해관계를 관리하는 임무를 맡았다.
파울의 첫 발명품은 대포와 그 탄약이었다. 그의 경력 내내 그는 총과 그 탄약을 모두 생산할 수 있는 독특한 능력을 가지고 있었다. 드라이제 췬트나델게베어의 성공에 따라 파울은 그 디자인을 개선하고 새로운 것을 생산하는 데 전념했다. 파울과 빌헬름은 이때 의견 차이로 헤어졌었다. 파울이 새로운 터닝 볼트 디자인을 개발한 후, 빌헬름은 다시 사업에 참여할 만큼 깊은 인상을 받았고, 기계를 구입하고 개발을 계속할 자금을 확보하는 데 성공했다. 원래의 니들 건은 탄약통의 바닥을 뚫어 중앙의 뇌관을 점화하는 핀을 사용했지만, 마우저는 곧 바닥에서 장약을 점화하는 바늘을 개발했는데, 이는 우수한 디자인이었다.

#### 미국 특허
현지에서 드라이제 니들 건이 막 채택되었기 때문에 형제는 오스트리아 대사에게 자신들의 총을 팔려고 시도했다. 대사는 그들의 새 총을 시험을 위해 빈으로 보냈다. 바로 이곳에서 레밍턴 회사의 미국인 노리스가 새로운 마우저 소총 디자인을 보았다. 1867년 노리스는 마우저 형제를 고용하여 리에주로 가서 새로운 디자인을 개발하게 했다. 노리스는 또한 특허를 자신의 이름으로 취득하고 판매된 소총에 대해 마우저 형제에게 로열티를 지불하도록 규정했다. 노리스는 그 디자인을 프랑스에 팔아 그들의 샤스포 소총을 개조할 수 있다고 확신했다. 노리스-마우저 특허는 미국에서 취득되었다. 레밍턴은 노리스의 이러한 행동에 격분하여 새 소총을 판매하려는 노력을 전혀 하지 않았다.
드라이제 니들 건을 기반으로 파울은 사용자가 조작할 때 총을 장전하는 턴 볼트 메커니즘을 가진 소총을 개발했다. 이 소총은 처음에는 발사 바늘을 사용했고, 나중 버전에서는 공이와 후방 점화 탄약통을 사용했다. 이 소총은 E. 레밍턴 앤 선즈의 새뮤얼 노리스에 의해 오스트리아 전쟁성에 전시되었다. 노리스는 이 디자인이 샤스포 니들 건을 금속 탄약통을 발사하도록 개조하는 데 적용될 수 있다고 믿었다. 얼마 후, 오버른도르프에서 노리스와 마우저 형제 사이에 파트너십이 형성되었다. 파트너들은 1867년에 리에주로 갔지만, 프랑스 정부가 샤스포 개조에 관심을 보이지 않자 파트너십은 해산되었다. 파울 마우저는 1869년 12월에 오버른도르프로 돌아왔고, 빌헬름은 1870년 4월에 도착했다. 리에주를 떠나기 전에 마우저 형제는 왕립 프로이센 소총 학교에 소총을 제출하도록 주장했다. 결과는 인상적이었고 빌헬름은 슈판다우의 무기고로 초대되었다.

#### 모델 M/71
파울과 빌헬름 마우저는 파울의 장인의 집에서 새로운 소총 개발을 계속했다. 마우저 소총은 1871년 12월 2일 프로이센 정부에 의해 승인되었고, 안전 잠금 장치에 대한 요청된 설계 변경 후 1872년 2월 14일 서비스용으로 승인되었다. 마우저 형제는 3,000개의 소총 조준경 주문을 받았지만, 소총의 실제 생산은 정부 무기고와 대기업에 주어졌다. 조준경은 1872년 5월 1일부터 크사버 야우흐 집에서 생산되었다. 암베르크의 바이에른 소총 공장에서 100,000개의 소총 조준경 주문을 받은 후, 마우저 형제는 뷔르템베르크 왕립 무기고를 구입하기 위한 협상을 시작했다. 구매 지연으로 인해 그들은 네카어강 계곡이 내려다보이는 부동산을 구입해야 했고, 그곳에 그해 상위 공장이 건설되었다. 바이에른 주문을 이행하기 위해 오버른도르프의 한 집도 임대되었다.

#### Königlich Württembergische Gewehrfabrik 인수
Königlich Württembergische Gewehrfabrik는 뷔르템베르크 정부와 마우저 사이에 100,000정의 모델 71 소총을 생산하기로 한 계약에 따라 1874년 5월 23일에 인수되었다. 마우저 브라더스 앤 컴퍼니는 1874년 2월 5일 슈투트가르트의 뷔르템베르크 베라인스방크와 파울 및 빌헬름 마우저 사이에 형성되었다. 1874년 5월 23일까지 마우저 파트너십은 오버른도르프에 세 개의 공장을 소유했다.
빌헬름 마우저는 평생 동안 건강 문제에 시달렸으며, 잦은 출장으로 인해 악화되었다. 이러한 문제들이 겹쳐 1882년 1월 13일에 사망했다. 이 파트너십은 1884년 4월 1일에 바펜파브리크 마우저라는 이름의 주식회사로 전환되었다. 뷔르템베르크 베라인스방크와 파울 마우저가 소유한 주식은 1887년 12월 28일에 루트비히 뢰베 앤 컴퍼니에 매각되었고, 파울 마우저는 기술 책임자로 남아 있었다. 루트비히 뢰베 앤 컴퍼니는 1889년에 벨기에 정부를 위해 마우저 소총을 제조하기 위해 설립된 에르스탈 국립공장의 50% 지분을 소유하고 있었다. 도이체 바펜 운트 무니티온스파브리켄 A.G. (DWM)는 1896년 11월 7일 루트비히 뢰베 앤 컴퍼니 A.G., 도이체 메탈파트론헨파브리크 A.G., 라인니슈-베스트팔렌 파우더 컴퍼니, 로트바일-함부르크 파우더 컴퍼니의 합병으로 설립되었다. 마우저 A.G.는 1897년 4월 23일에 설립되었다. 제2차 세계 대전 후 DWM은 인두스트리-베르케 카를스루에 A.G. (IWK)로 이름이 변경되었다.

## 민간 시장
마우저는 사냥용 소총으로 쉽게 개조되었다. 아프리카에서는 사파리 소총이 종종 마우저로 만들어졌다. 이 소총들은 종종 구경 .50 (12.7 mm)까지의 더 큰 탄약으로 챔버가 변경되었다. 개조는 일반적으로 전방 손잡이와 총신을 단축하고, 인기 있는 영국 탄약을 수용하도록 챔버를 변경하고, 총기 작동에 사소한 변경을 가하는 것으로 구성되었다. 19세기 말과 20세기 초에 개조를 수행한 회사들은 일반적으로 영연방에 기반을 두고 있었다. 몇몇 독점적인 대형 사냥 탄약은 특히 크고 위험한 사냥감을 사냥하기 위해 만들어졌다. 오늘날, 대형 및 소형 구경의 마우저 기반 소총은 전 세계에서 민간 시장용으로 만들어지고 사냥꾼들에게 인기가 많다.
민트 상태의 많은 잉여 군용 마우저도 수집가와 총기 소유자가 구매할 수 있도록 민간 시장에 출시되었다. Kar98k의 상당수가 제2차 세계 대전 이후에 사용 가능했으며, 일부는 덴마크의 슐츠 앤 라르센에서 표적 소총의 기반으로 사용되었다. 이 중 일부는 새로운 총열의 이점과 함께 여전히 경쟁적으로 사용되고 있다.
잉여 군용 마우저가 누리는 강력한 추종은 부분적으로 그 신뢰성과 제조 품질에 대한 증거이다. 또한, 잉여 군용 탄약의 비교적 저렴한 비용은 사격 애호가들의 계속적인 사용에 기여했지만, 최근에는 재고가 고갈됨에 따라 구하기가 더 어려워지고 있다. 그렇긴 하지만, 오래된 잉여 탄약은 일반적으로 뇌관 화합물에 포함된 부식성 염(수분 흡수)으로 인한 공격적이고 빠른 금속 산화를 방지하기 위해 특수 세척 절차를 필요로 한다. 부식성 탄약을 발사한 후에는 이러한 염을 철저하고 신속하게 세척하고 중화하여 무기가 금속 및 기계적 손상을 입지 않도록 주의해야 한다.
남아시아에 처음 도입된 서양제 권총은 마우저 회사에서 만들었으며, 이 용어는 인도 및 주변 지역에서 어떤 무거운 권총을 의미하는 단어로 사용되고 있다.

### 제조사
- 존 릭비 앤 컴퍼니는 마우저 사파리 대형 사냥 소총용으로 독자적인 탄약을 개발했다(.350 릭비, .416 릭비, 그리고 .450 릭비).
- 체스카 즈브로요프카는 다양한 마우저 98 변형을 제조하며, 가장 주목할 만한 것은 CZ 550 사파리 매그넘, .375 H&H 매그넘, .458 로트이다.
- 블레이저 그룹은 여러 중간 및 매그넘 챔버링으로 챔버링된 마우저 M98 소총과 .416 릭비, .450 다코타, .458 로트, .500 제프리로 챔버링된 M98 사파리 소총을 만든다.
- 자스타바 암즈는 .22-250 레밍턴부터 .458 윈체스터 매그넘까지 다양한 인기 구경의 LK M70 및 M85 시리즈를 포함한 여러 98 마우저 변형을 제조한다. 약간 수정된 LK M70 버전 중 상당수는 다른 나라에서 널리 판매되었다.
- 칼 구스타프 스웨덴 국립 무기고는 M94/96 및 유명한 표적 소총 CG63 및 CG68의 제조를 인수했다.
- 후스크바나 바펜파브릭은 M94-96, 변형 M38, M38-96, 그리고 다른 많은 민간 변형을 만들었다. 모델 46(46A, 46B, 46AN)은 6.5×55mm, 9.3×57mm 마우저, 9.3×62mm 구경이었다. 모델 640(646 – 6.5×55, 648 – 8×57IS, 649 – 9.3×62)은 엄지 노치가 없었다. 그들은 후기 모델 640 및 140 시리즈에 FN 액션을 사용했다. 크로스오버 모델 1640 개선형 마우저(M96보다 우수)는 M98과 M96의 교차점이다. 또한 1900년식 액션도 생산했다.
- 에르스탈 국립공장은 M98 시리즈를 만들었는데, 초기 생산은 소형 링이었고 후기는 "C"(초기) 및 "H"(후기) 디자인의 대형 링이었다. FN 액션은 핀란드의 사코에서 하이파워 소총으로, 브라우닝에서 초기 메달리온으로, 후스크바나 소형 링 모델 146과 대형 링 후기 모델 640으로, 그리고 코디악 암스, 코네티컷에서 사용되었다. 다른 많은 총기 제조사들도 FN 액션을 사용했다.

## 1945년 이전의 마우저 화기

### 소총

#### 마우저-노리스 모델 67/69 소총
1867년에서 1869년 사이에 마우저 형제와 새뮤얼 노리스는 단발 볼트액션 소총을 개발했다. 구경과 생산량은 알려져 있지 않다. 루트비히 올슨은 한때 스미스소니언 협회에서 전시되었던 예시가 있었다고 썼다. 이 소총은 새뮤얼 노리스에 의해 1867년 12월 24일 오스트리아에서 특허를 받았다. 볼트 헤드는 회전하지 않았는데, 이는 파울 마우저가 "볼트 잠금 시 종이 탄약통의 헤드를 마찰과 손상 가능성으로부터 보호하고, 금속 탄약통 사용 시 추출기를 위한 비회전 시트를 제공하기 위해" 선택한 특징이었다.
개선된 버전의 소총은 공이 주변에 감겨 있는 코일 스프링과 안전장치, 그리고 공이 뒤쪽에 부착된 콕킹 피스를 사용했다. 이 소총은 프로이센 정부에 보여졌고, 안전장치에 대한 일부 설계 변경 후 1872년 2월 14일 보병 소총 모델 71로 사용 승인되었다. 때때로 샤스포 소총의 가까운 친척으로 간주되고 드라이제의 턴 볼트 액션 잠금장치를 빌렸지만, 새로운 무기의 가장 혁신적인 특징은 페터 파울 마우저의 작품이었다.

#### 모델 1871 및 파생형

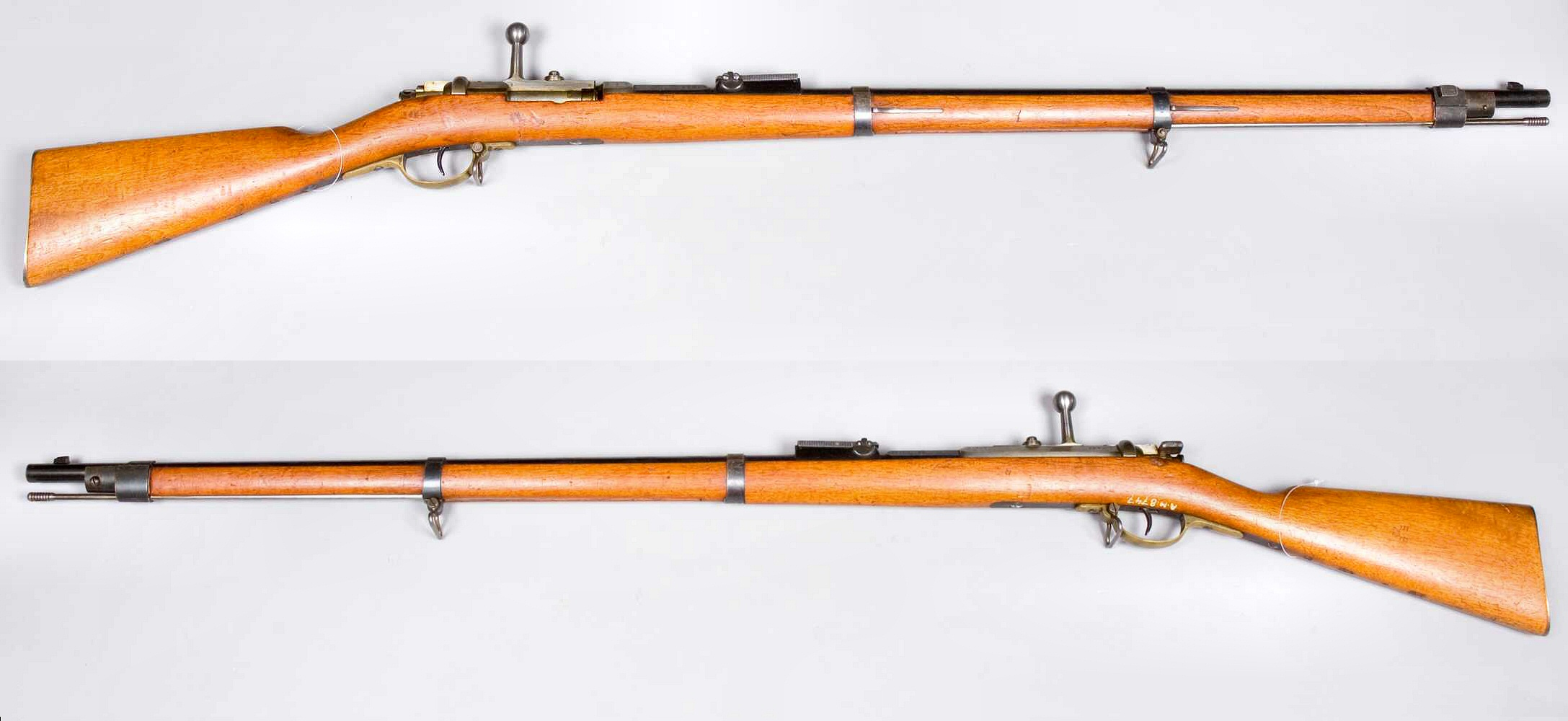
마우저 모델 1871 소총

게베어 71은 마우저 형제의 첫 번째 소총이었다. 이 소총은 독일 제국 (단, 바이에른 왕국 제외)에 의해 게베어 71 또는 인판테리-게베어 71 (총에는 I.G.Mod.71이 각인되어 있었다)로 채택되었다. 생산은 오버른도르프 공장에서 보병 버전을 위해 시작되었으며, 이 버전은 긴 850 mm (33 in) 총신에서 흑색화약 11×60mm 탄환을 발사했다. 700 mm (28 in) 총신을 가진 예거와 500 mm (20 in) 총신을 가진 기병 카빈의 더 짧은 버전도 도입되었다.
약간 수정된 버전은 다른 나라에 널리 판매되었으며, 오늘날에는 매우 크다고 여겨질 만한 총탄, 일반적으로 9.5mm에서 11.5mm 구경을 발사했다. 이러한 큰 총탄은 흑색화약의 한계 때문에 필요했으며, 이는 속도를 저해했다. 세르비아는 10.15mm 구경의 모델 71 개량형을 독일에서 제조했으며, 마우저-밀로바노비치 M1878/80이라고 불렀다. 1884년 마우저는 모델 71/84에 8발 튜브형 탄창을 추가했다. 오스만 제국 모델 1887 소총은 터키군을 위해 생산된 일련의 소총 중 첫 번째였다. 그 디자인은 독일 게베어 71/84 서비스 소총의 디자인을 따랐다: 총신 아래에 튜브형 탄창이 있는 볼트액션 무기였다. 터키 계약은 다른 국가가 더 발전된 기술의 마우저 소총을 주문할 경우, 그 디자인을 모델 1887에 사용하여 터키 주문의 나머지를 채우도록 명시했다. 이 조항은 벨기에가 모델 1889 소총을 채택한 후에 활용되었다.

#### 모델 1889/90/91 및 실험용 모델 92

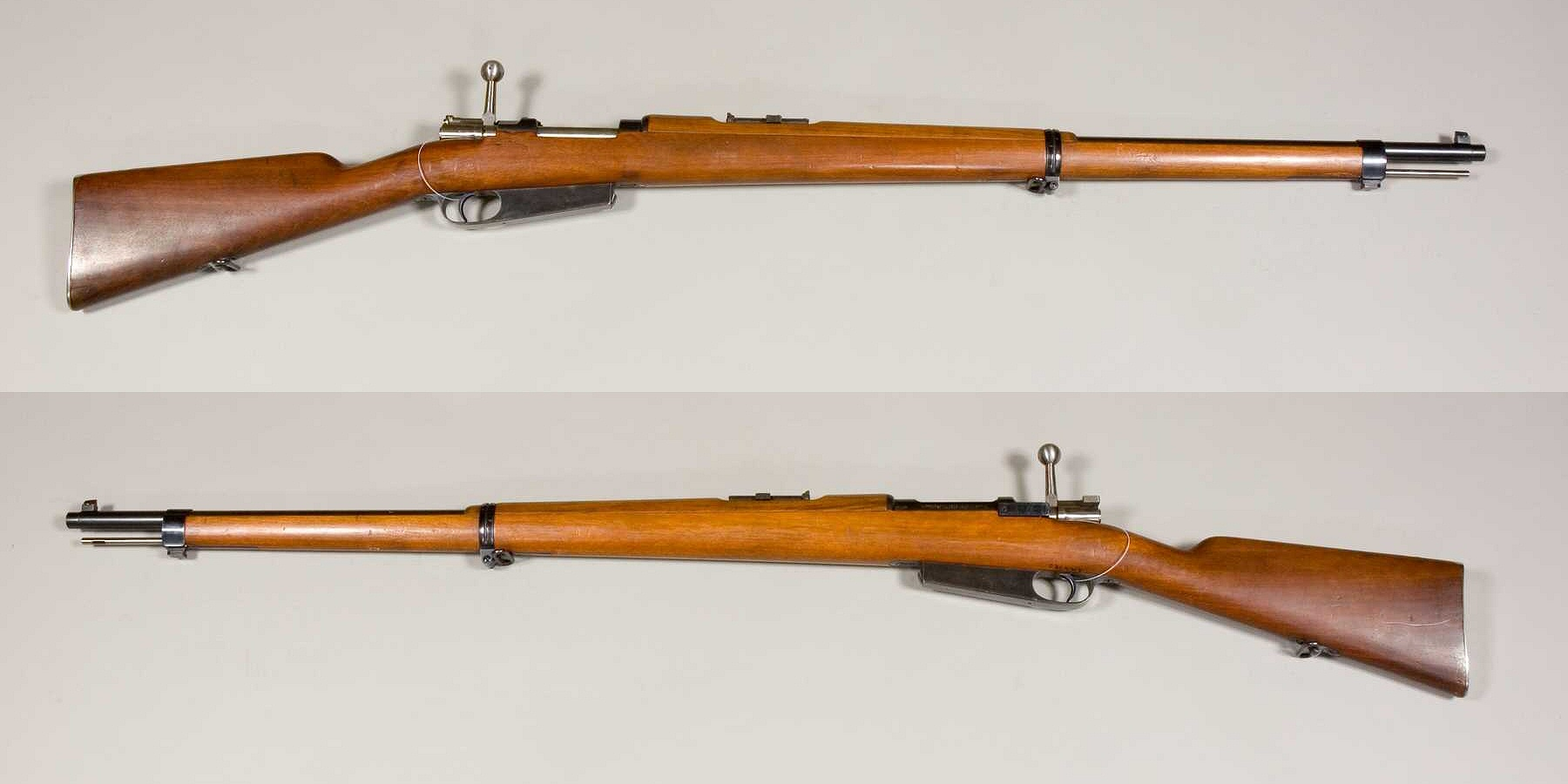
8x58R 구경의 마우저 실험용 모델 92. 이 소총은 스웨덴 마우저로 이어진 소총 시험에 참여했다.

1880년 마우저 형제가 모델 71/84 작업을 마친 후, 설계팀은 무연 화약을 사용하는 소구경 연발총을 만들기로 했다. 빌헬름 마우저의 사망으로 인한 난관 때문에 1882년까지 설계를 완성하지 못했고, 독일 소총 시험 위원회(Gewehr-Prüfungskommission)가 설립되었다. 위원회는 자체 설계를 선호했다. 파울 마우저는 위원회의 결정을 뒤집거나 적어도 자체 무기를 채택한 바이에른 왕국에 자신의 설계를 판매하기를 바라며, 동일한 소총의 두 가지 다른 변형을 만들었다. 하나는 총열 덮개로 보강된 개머리판을 가진 것, 다른 하나는 71 시리즈의 레이아웃을 따르는 전통적인 디자인이었다. 이 두 소총은 89 벨기에(총열 덮개 포함)와 91 아르헨티나(71 레이아웃 포함) 마우저로 알려지게 되었으며, 기능과 급탄 시스템은 동일했다. 주요 특징은 삽탄자를 사용하여 탄창에 급탄할 수 있는 능력(사격 속도에 혁명)과 당시로서는 발전된 테두리가 없는 7.65×53mm 마우저 탄약이었다.
이 시스템은 1884년 바이에른 무기 시험에서 인상적인 성능을 보였다. 두 화기 모두 성공적이었지만, 의사 결정자들은 삽탄자 급탄 방식이 만리허가 사용한 인블록 시스템보다 우수하다고 확신하지 못했다. 이에 마우저는 외국에 관심을 끌기 위해 소량 생산을 시작했지만, 유럽 주요 국가들을 설득하는 데 실패했다.
그러나 벨기에 무관은 자신의 정부에 마우저와 연락하여 이 디자인이 국내 무기 산업을 설립할 기회를 줄 수 있기를 바란다고 촉구했다. 총열 덮개가 있는 무거운 총열 마우저가 무기 제조사 에르스탈 국립공장의 설립으로 이어졌다. FN은 주문량을 감당할 수 없어서 영국 버밍엄 소형 무기 회사에 생산을 외주했다.
벨기에와 마우저의 대화는 오스만 제국이 이 디자인을 고려하게 만들었다. 결국 그들은 89 벨기에 마우저의 더 간단한 변형인 90 터키를 주문했다. 이와 동시에 아르헨티나 소형 무기 위원회는 1886년에 마우저에 연락하여 모델 71을 교체하기로 했다. 그들은 군대의 재훈련을 최소화하기를 원했기 때문에 마우저 91을 선택했다. 다른 초기 마우저와 마찬가지로 대부분의 이러한 무기는 루트비히 뢰베 회사에서 제조되었으며, 이 회사는 1896년에 다른 제조사들과 합병하여 도이체 바펜 운트 무니티온스파브리켄을 설립했다.
모든 변형은 동일한 7.65mm 둥근 탄두 탄약을 사용했다. 89와 90/91의 총검을 제외하고는 많은 부품이 호환 가능했다. 총열 덮개 때문에 총검 링이 너무 넓었다. 89 마우저는 제2차 세계 대전 중 벨기에의 후방 부대에서 사용되었다.
모델 92에는 비회전 마우저 발톱 추출기가 도입되었다. 이 모델의 여러 변형이 그해 미국 육군의 소총 시험에 참여했다. 결국 노르웨이의 크라그-요르겐센 소총이 선택되었다.

#### 스페인 M93
마우저 모델 1893은 흔히 "스페인 마우저"라고 불리는 볼트액션 소총이지만, 이 모델은 다른 구경으로 다른 나라, 특히 오스만 제국에서도 채택되었다. M93은 표준으로 짧은 지그재그형 상자 탄창을 도입했는데, 이는 소총 바닥과 평평하게 7×57mm 마우저 무연 탄환 5발을 수용했으며, 개방된 볼트 상단에서 탄창 스트립을 밀어 넣어 빠르게 재장전할 수 있었다. 여전히 두 개의 잠금 러그만 있었다.

#### 스웨덴 M1894 소총

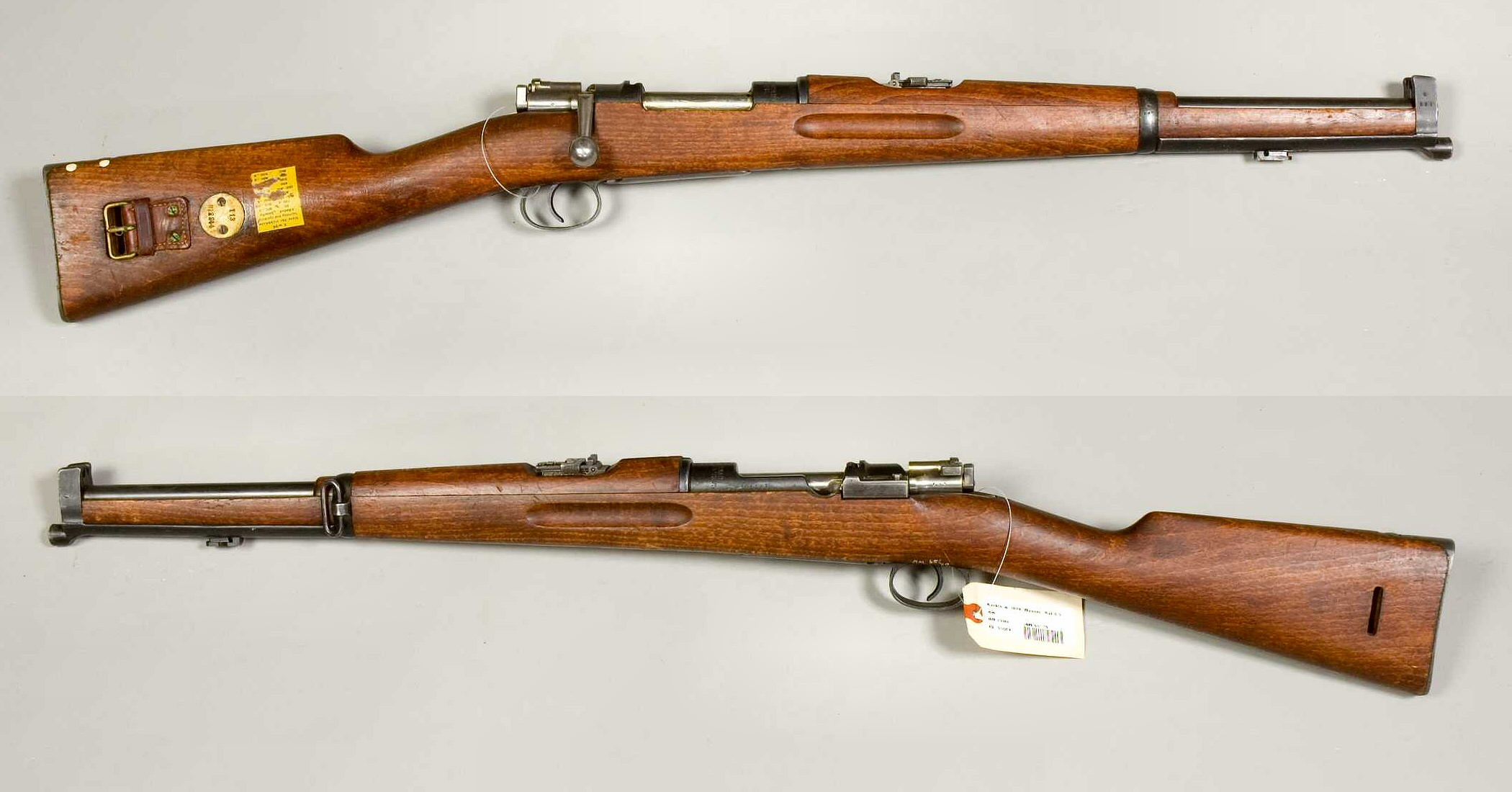
스웨덴 카빈 모델 1894

스웨덴군은 모델 94를 지급받았다. 유사한 모델 1895는 멕시코, 칠레, 우루과이, 청나라, 페르시아, 그리고 남아프리카 공화국인 트란스발 공화국과 오라녜 자유국 (보어인)에 판매되었다. 마우저 모델 1895가 제공하는 안전 기능은 총열 뒤쪽에 낮은 어깨가 있는 것이었는데, 이는 과도한 압력으로 인해 전방 잠금 돌기가 부러지는 만일의 사태에 대비하여 볼트를 고정시키는 역할을 했다. 남아프리카 마우저는 제2차 보어 전쟁 동안 영국군에 매우 효과적이었다. 이들은 장거리에서 치명적인 위력을 발휘하여 영국이 자체적인 마우저에서 영감을 받은 고속 탄약과 소총을 설계하게 만들었다. 이 희귀한 마우저 카빈과 소총, 특히 모델 1895는 총몸 링과 바로 아래의 개머리판에 "OVS"(Oranje-Vrijstaat [네덜란드어로 "오라녜 자유국"])라는 글자가 새겨져 있거나, 개머리판 오른쪽에 새겨져 있는 것으로 쉽게 식별할 수 있다. 마우저 스타일의 러그가 있는 영국 패턴 1914 엔필드는 리-엔필드를 대체했을 수도 있었지만, 제1차 세계 대전의 비상사태로 인해 그렇게 되지 못했다. 리-엔필드는 제2차 세계 대전 후 반자동 L1A1로 대체될 때까지 계속 사용되었다. 독일군은 제1차 세계 대전 동안 미국 M1917 소총과 맞섰는데, 이는 패턴 14 소총을 미국 M1903 스프링필드 소총의 미국 .30-06 탄약을 발사하도록 개조한 것이었다.

#### 칠레 마우저 모델 1895
칠레군이 칠레군에 푸실 마우저 칠레노 모 1895로 채택한 마우저 모델 1895는 7×57mm 마우저 탄환을 사용하는 볼트식 탄창 급탄 소총이다. 마우저 모델 1893의 첫 번째 주요 개조 모델이며, 1895년부터 1900년까지 DWM으로 알려진 도이체 바펜 운트 무니티온스파브리켄과 루트비히 뢰베 컴퍼니에서 생산되었다.

#### 모델 1896

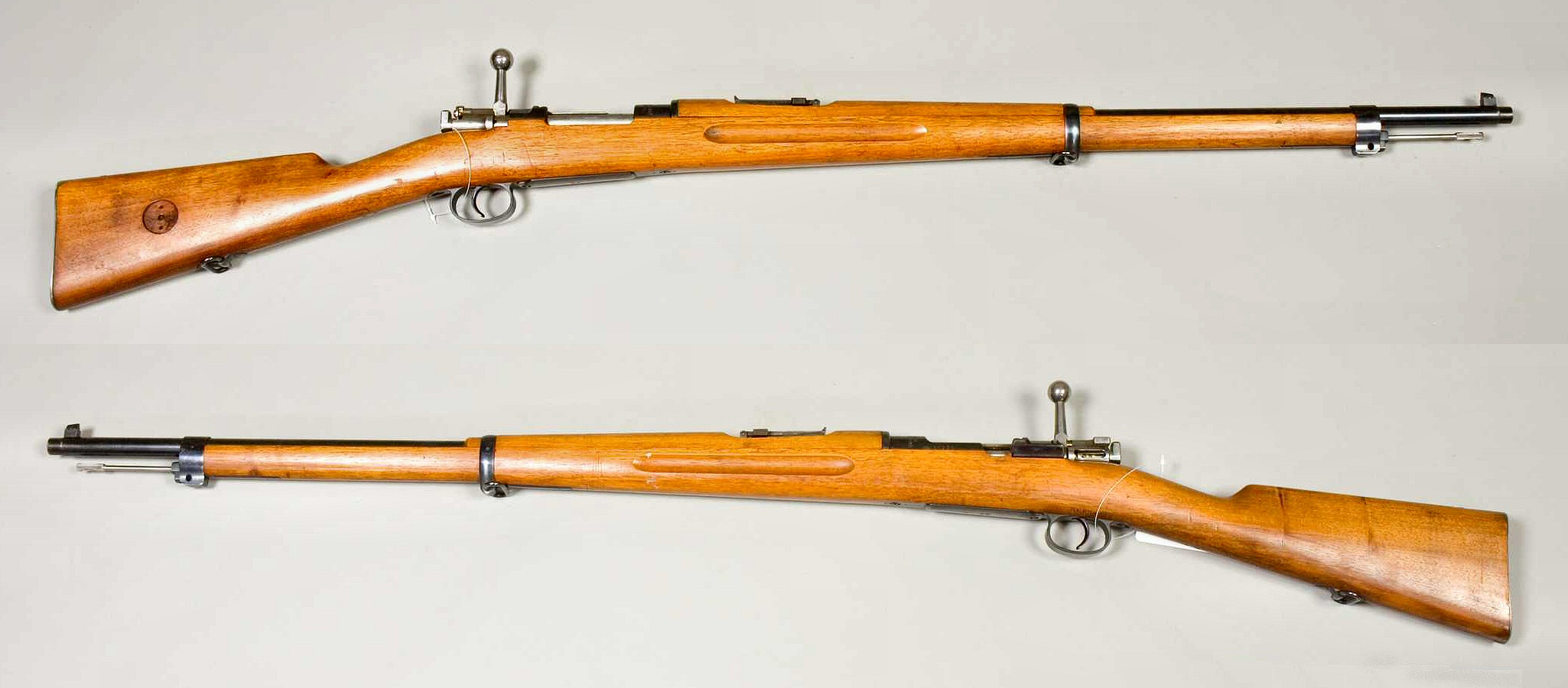
스웨덴 소총 모델 1896

1893년 11월 3일, 스웨덴-노르웨이 연합왕국은 6.5×55 mm 탄약을 채택했다. 그 결과, 스웨덴군은 새로운 서비스 무기인 m/94 카빈과 m/96 소총을 이 탄환에 맞게 챔버링했다. 소총 작동 방식은 1896년부터 1944년까지 상대적으로 변함없이 제조되었으며, m/94 카빈, m/96 소총, m/38 짧은 소총, m/41 샤프슈터 모델은 수집가들에게 "스웨덴 마우저"로 알려져 있다. 이들은 여전히 군용 서비스 소총 사격수와 사냥꾼들에게 인기가 많다. 무기의 초기 생산은 독일의 Waffenfabrik Mauser에서 이루어졌으며, 나머지는 스웨덴 국영 보포르스 칼 구스타프 공장에서 라이선스 생산되었다. m/38 짧은 소총은 후스크바나에서 생산되었다. 추가적인 m/38은 모델 96 소총에서 개조되었다.
"스웨덴 강철"은 독일 마우저와 나중에 스웨덴 제조 시설에서 m/96 소총을 만드는 데 사용된 강철을 지칭하는 용어이다. 스웨덴 철광석에는 좋은 합금강을 만드는 데 필요한 미량 원소의 적절한 비율이 포함되어 있다. 따라서 대량 강철 및 철 생산에 필요한 산업 기반이 부족했음에도 불구하고 스웨덴 철강 산업은 니켈, 구리, 바나듐을 포함하는 특수 고강도 강철 합금 시장에서 틈새 시장을 개발했다. 스웨덴 강철은 강도와 내식성으로 유명했으며, 특히 도구 제작, 칼붙이, 화기 사용에 적합했다. 마우저가 생산 지연으로 인해 스웨덴 마우저의 초기 생산량을 독일에서 제작하도록 계약했을 때, 스웨덴은 제조 과정에서 스웨덴 강철을 사용할 것을 요구했다. 스웨덴 병기국은 1944년에 마지막 신규 생산 m/38 총열 작동부가 완성될 때까지 스웨덴에서 제조된 마우저에 동일한 스웨덴 강철 합금을 계속 지정했다.

#### 모델 1898

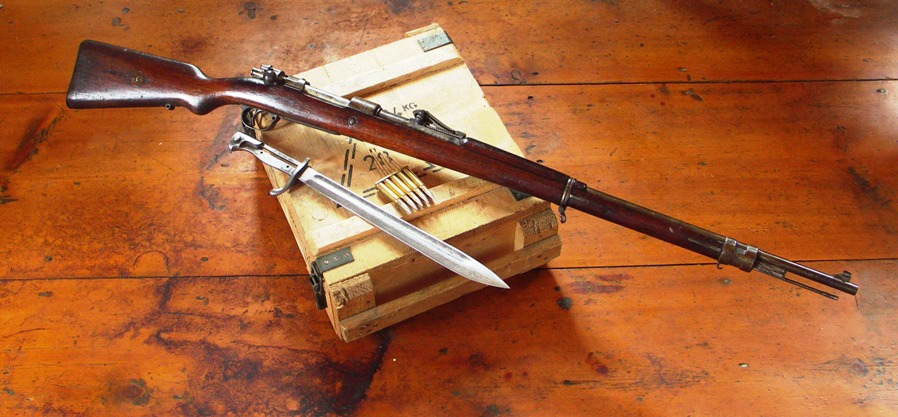
마우저 모델 98

1898년, 독일군은 이전 모델에서 도입된 개선 사항이 반영된 마우저 디자인인 모델 98을 구매했다. 이 무기는 원래 파트로네 88 탄환을 사용했으며, 1898년 4월 5일 Gew. 98로 공식적으로 독일군에 채용되었다. 이 디자인은 두 차례의 세계 대전으로 인해 엄청난 수의 소총이 요구되면서 가장 성공적인 마우저 디자인으로 남게 되었다.
이전 마우저 소총 모델과의 눈에 띄는 변화는 개선된 파열 탄피 가스 배출, 개선된 총몸 야금술, 그리고 이전 마우저 "소형 링" 볼트액션 디자인이 33 mm (1.30 in) 직경 총몸 링을 가졌던 것에 비해 더 큰 35.8 mm (1.41 in) 직경 총몸 링으로 추가적인 강도와 안전을 확보했다. 마우저는 볼트 본체에 세 번째 "안전" 러그를 통합하여 전방 잠금 러그 중 하나 이상이 파손될 경우 사수를 보호했다. 1903년에는 개선된 7.92×57mm 마우저 "스피처" (뾰족한) 탄환이 도입되었다. 마우저는 이 탄환 개발에 아무런 관련이 없었다. S Patrone은 독일군이 찾던 정확성과 총열 수명 개선을 제공했으며, 이는 더 나은 외부 탄도 성능을 제공하는 뾰족한 보트테일 탄환을 프랑스가 채택한 것에 대한 반응이었다. 탄환 직경은 8.08 mm (0.318 in)에서 8.2 mm (0.323 in)로 증가했다. 뾰족하거나 스피처 탄환은 탄환에 더 낮은 항력 계수 (Cd)를 부여하여 감속이 덜 빠르게 하고, 측풍으로 인한 측면 표류를 현저히 감소시켜 탄약통의 유효 사거리를 향상시킨다.
기존 초기 모델 98과 많은 모델 88은 제1차 세계 대전 이전에 새로운 탄환을 사용하도록 수정되었으며, 독일군에 의해 "7,9mm" 또는 "S Patrone"으로 지정되었다. 수정된 모델 88은 총몸에 "S"가 표시되어 있는 것으로 식별할 수 있다. 총열이 작아서 과압이 발생할 가능성 때문에, 스피처 탄환은 수정되지 않은 총, 특히 모델 88 소총에서는 안전하게 사용할 수 없다.
파울 마우저는 1914년 5월 29일, 그해 8월 제1차 세계 대전이 시작되기 전에 사망했다. 전쟁은 회사 소총에 대한 수요를 급증시켰다. 98 카빈은 5발이 아닌 20발 상자 탄창이 있는 실험 버전과 함께 판매되었다. 그러나 확장된 탄창은 잘 받아들여지지 않았다.
카라비너 98로 알려진 여러 카빈 버전이 도입되어 제1차 세계 대전에서 사용되었으며, 일부는 나중에 K.98k보다 더 짧았다. 이 카빈은 원래 기병 부대에만 보급되었지만, 나중에 전쟁 중에는 특수 돌격 부대에도 보급되었다.

#### G98 파생형
많은 군용 소총은 M98 설계에서 파생되었다. 이 중 일부는 마우저 외에 다양한 계약업체에서 독일제였다.
- M1902 및 M1936 멕시코 7×57mm 마우저
- M1903 및 M1905 터키 7.65×53mm 아르헨티나
- M1907 중국 6.8×57mm
- M1904 포르투갈 6.5×58mm 베르구에이루, 7×57mm 마우저, 7.92×57mm 마우저
- M1907 및 M1908 브라질 7×57mm 마우저
- M1908 우루과이 7×57mm 도이체 바펜 운트 무니티온스파브리켄에서 생산
- M1910 세르비아 7×57mm 마우저
- M1909 아르헨티나 7.65×53mm
- 슈타이어 모델 1912 마우저 멕시코, 칠레, 콜롬비아용, 7×57mm 마우저
- 타입 24 중국 7.92×57mm
- 벨기에 마우저 모델 1935
- M1943 스페인 짧은형 (M93 스페인 마우저와 혼동하지 말 것) 7.92×57mm 스페인 무기고에서 제조. 총몸 상단에 "라 코루냐" 또는 스페인 공군 독수리 문양이 찍혀 있음. K98k와 사실상 동일.
- vz. 98/22 종종 G98 부품으로 제작, 체코슬로바키아 브르노 공장에서 재건축.
- 크르카레 M1938 - 터키 MKEK에서 제작.[20]

마우저 1918 T-게베어는 세계 최초의 대전차소총이었으며, 장갑 목표물을 파괴하는 유일한 목적으로 설계된 최초의 소총이었다. 본질적으로 확장된 G98인 이 무기는 13×92mm (.525 구경) TuF (Tank und Flieger, "탱크와 비행기") 반림 탄약을 발사했다. 1918년 5월, 마우저 회사는 오버른도르프 암 네카어에서 마우저 13mm 탱크 아브베어 게베어 모드. 18을 대량 생산하기 시작했다.
제1차 세계 대전 후 독일 제국이 붕괴된 후, 마우저 모델을 사용하던 많은 국가들은 자체 G98 액션 소총 설계를 개발, 조립 또는 수정하기로 결정했다. 이들 중 가장 생산성이 높은 것은 체코슬로바키아 M1922 CZ 98과 M1924 CZ, 그리고 벨기에 파브리크 나시오날 M1924와 M1930이었다.
벨기에와 체코는 1920년대와 1930년대에 걸쳐 다양한 구경의 "마우저"를 생산하고 널리 수출했지만, 이후 생산 시설은 나치 독일에 흡수되어 독일군용 부품이나 소총 전체를 생산하게 되었다. 엄밀히 말하면, 이들은 독일 회사에서 설계하거나 생산한 것이 아니었기 때문에 "마우저" 소총이 아니었다.
군용 총기에서 널리 사용되고 인기 있는 독일제 단발 8.15×46mmR 탄약을 활용하기 위해, "Wehrmannsgewehr"로 불리는 수정된 게베어 98이 설계되었다. 이 총은 주로 단발로 만들어졌으며, 일부는 탄창 공간에 나무 블록만 있었다. 이 총들은 1936년 올림픽 독일 팀의 소총이 되었다.

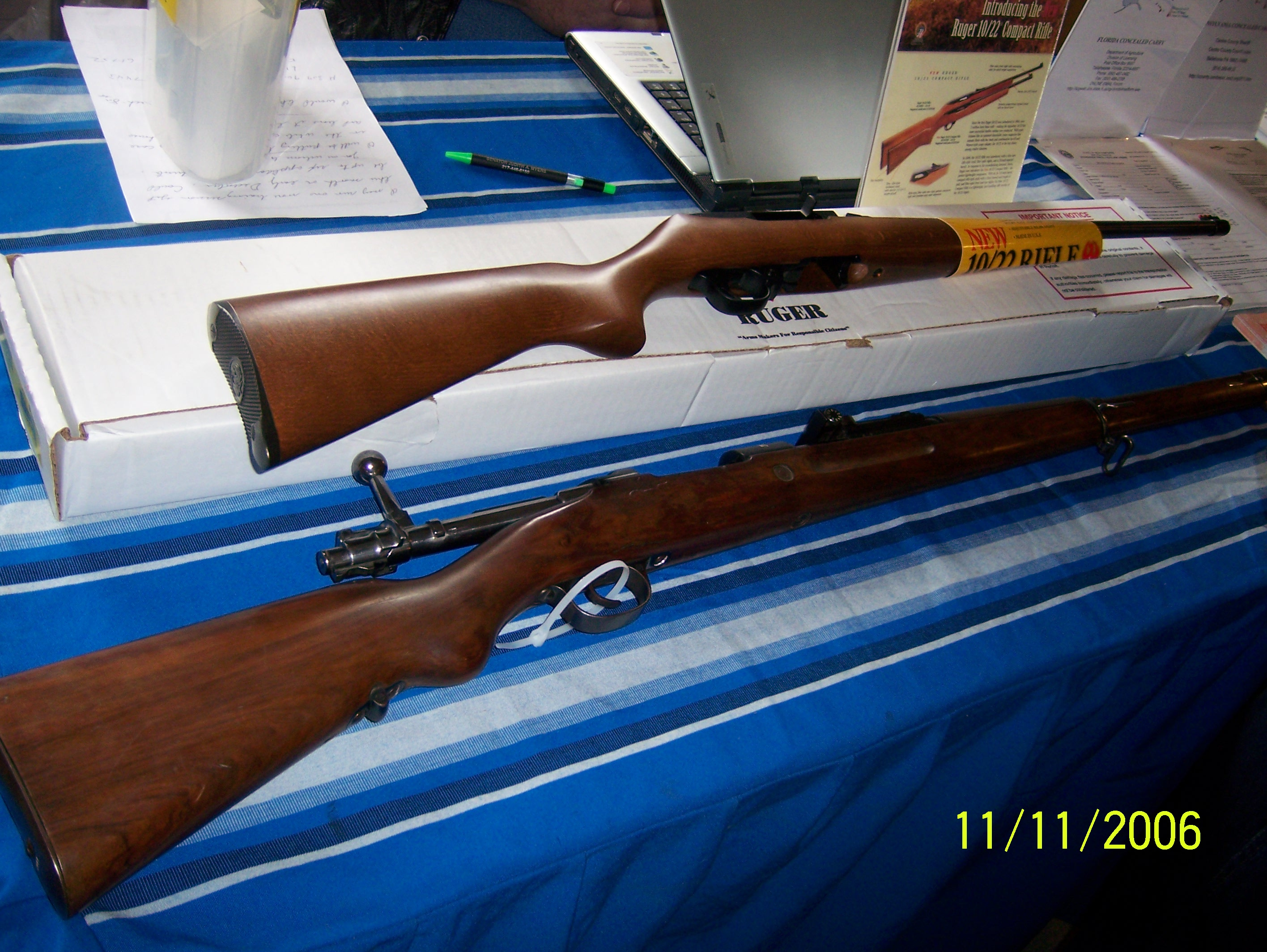
8.15×46R 마우저 베어만스게베어
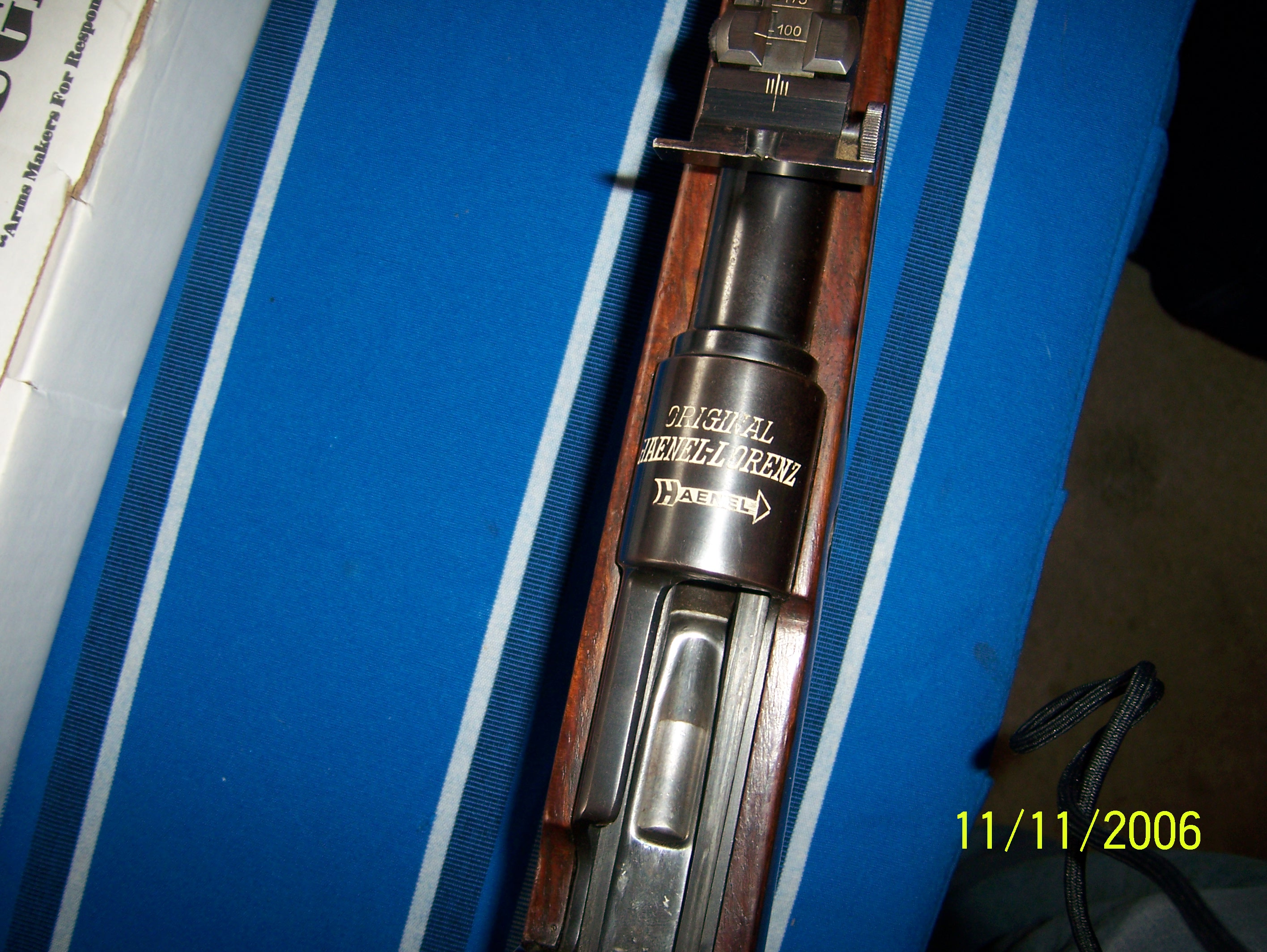
8.15x46r 베어만스게베어의 총몸 상단

1930년대에 독일인들이 베르사유 조약의 생산 제한을 점점 더 무시하면서, 카라비너 98b 길이의 소총에서 새로운 마우저인 마우저 스탠다르트모델이 개발되었다. 이는 명목상 수출 및 민간 판매용으로 의도되었다. 많은 스탠다르트 모델 소총이 실제로 수출되었지만, 주로 부활한 독일군이 사용할 목적이었다. 이 소총은 빠르게 Karabiner 98 Kurz로 발전하여 나치 독일에 의해 1935년 표준 보병 소총으로 채택되었고, 제2차 세계 대전이 끝날 때까지 사용되었다.

#### 마우저 M1902
롱 리코일 반자동 소총으로, 탄피 배출에 문제가 있었다.

#### 타입 A, 모델 B, 모델 K, 아르메-모델 C, 아프리카 모델
20세기 초 수십 년 동안 매우 성공적인 사냥 소총 시리즈가 개발되었다. 특수 소총 타입 A는 20세기 초의 최고급 스포츠 소총이었다. 모델 B (B는 뷔히세)와 모델 K는 여러 구성으로 제공되는 스포츠 소총이었다. 1903년부터 1930년까지 만들어진 모델 C는 사냥을 위한 다양한 탄환을 수용할 수 있도록 제작된 저렴한 소총이었다. 1904년 또는 1905년경에 도입된 마우저 아프리카 모델은 주로 아프리카의 정착민들이 사용했다.

#### 모델 M1913 젤브스트라데게베어 스포터
독일군 항공기용으로 개조된 반자동 소총으로 9mm 구경에 스코프 레일이 장착되어 생산되었다.

#### 모델 M 및 모델 S
모델 M은 1914년에 도입되었다. 모델 S (S는 슈투첸 또는 짧은)도 제공되었다.

#### 마우저 M1916

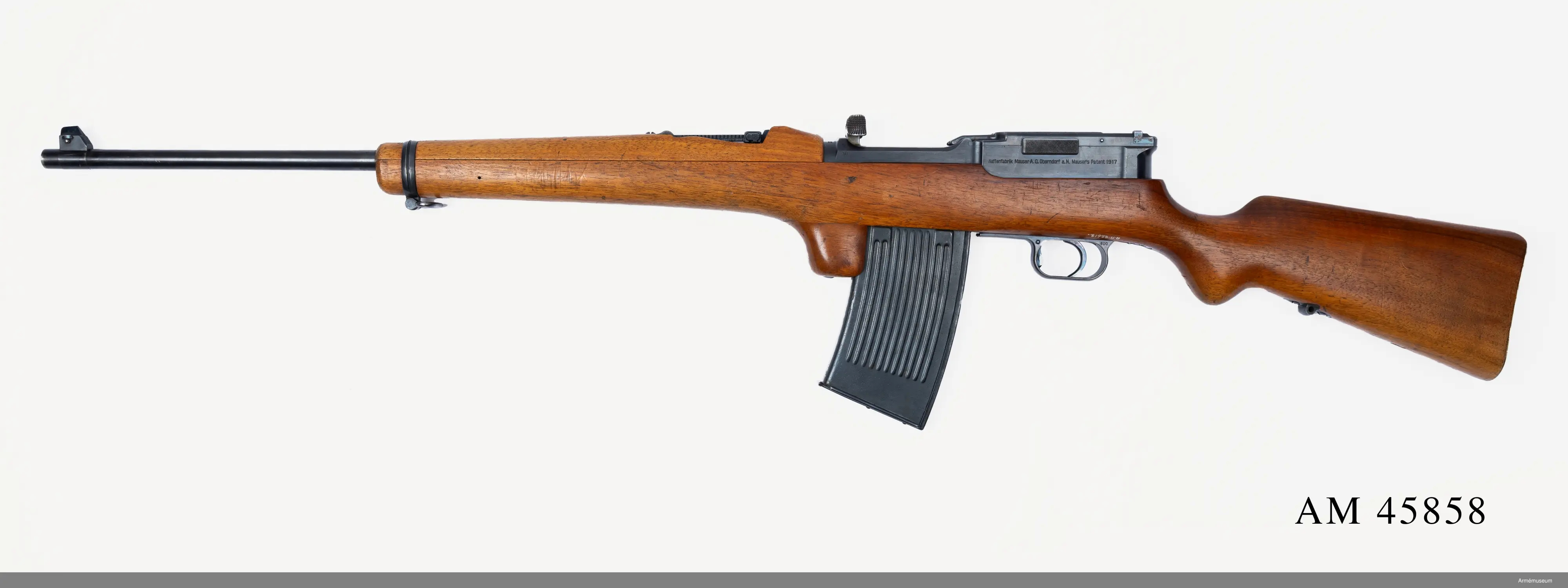
마우저 M1916

마우저 M1916, 또는 마우저 젤브스트라데카라비너(자동 장전 카빈)는 지연식 블로우백 메커니즘을 사용하고 25발 분리형 탄창으로 급탄되는 반자동 소총이었다. 반자동 소총 개발 과정에서 시제품이 총기 내 폭발을 겪으면서 파울 마우저는 한쪽 눈을 잃었다. 메커니즘은 매우 섬세하여 완전히 깨끗할 때만 안정적으로 작동했기 때문에 이 소총은 보병용으로는 부적합했다. 그러나 독일 제국 항공대는 1915년에 항공기 승무원용으로, 1916년에는 더 일반적으로 이 소총을 채택했다. 공중전은 소총이 필요로 하는 깨끗한 환경을 제공했고, 반자동 기능은 볼트액션 소총보다 발전된 것이었다.
그러나 소총은 제작 비용이 많이 들었다. 공중 서비스는 육군이 시험한 스위스제 몬드라곤 소총으로 눈을 돌렸는데, 이는 마우저 디자인보다 정확도는 떨어졌지만 비용은 약 3분의 1에 불과했다. 이후 기관총의 광범위한 채택으로 모든 자동 장전 소총은 공중 서비스에서 구식이 되었다.

#### 마우저 1925 스페셜 레인지 소총
1925년 스페셜 레인지 소총은 1925년에 출시되어 미국에서 판매된 상업용 제품이었다. 이는 고정밀 사격용으로 의도되었다. 이 기간 동안 회사는 .22 구경 훈련용 소총도 생산했다.

#### Kar98k

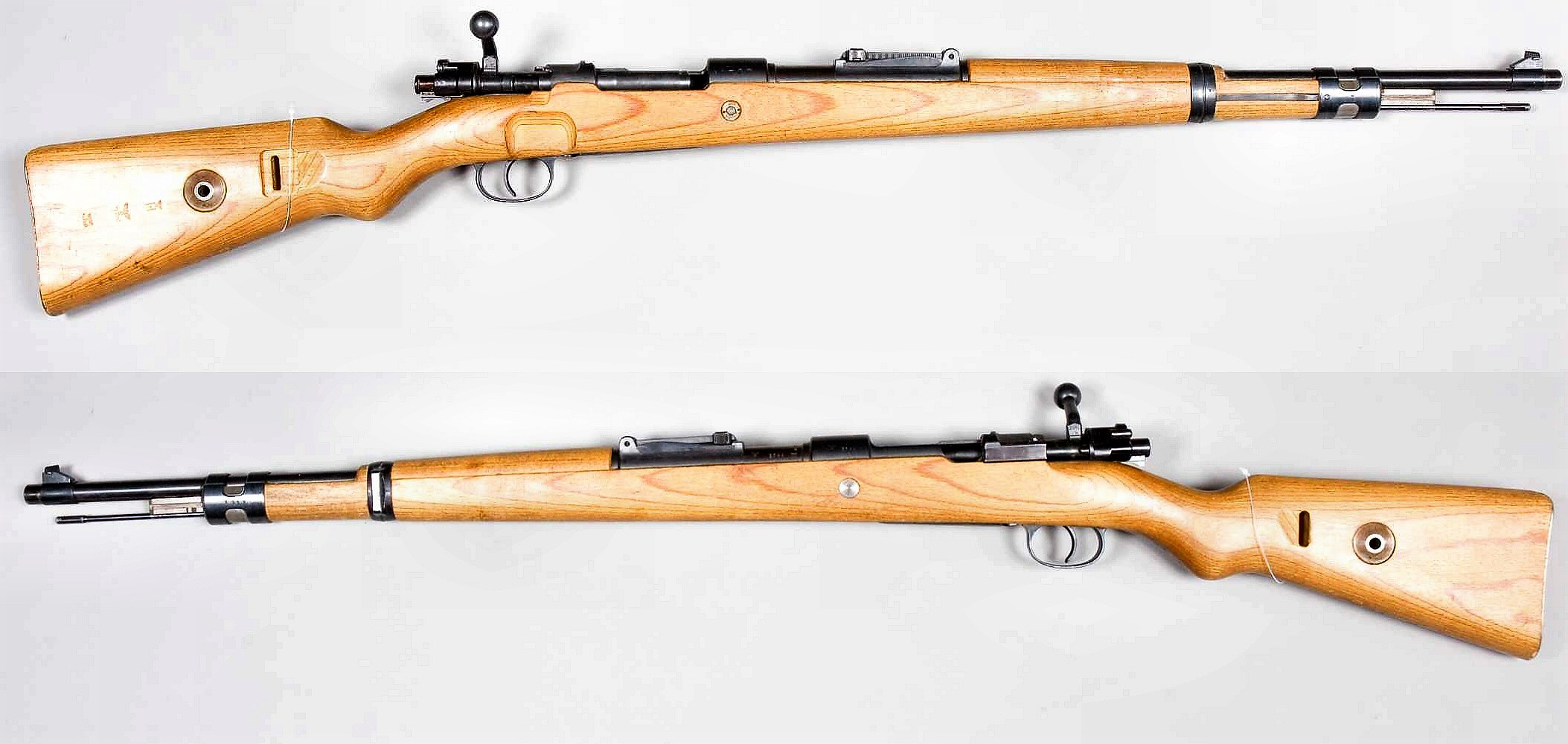
1940년에 제작된 민트 상태의 Kar98k. 스웨덴군 박물관 소장품.

1930년대 중반에 채택된 Kar98k "마우저"(종종 "K98k" 또는 "Kar98k"로 약칭)는 제2차 세계 대전 중 독일군에서 가장 흔한 보병 소총이 되었다. 이 디자인은 모델 1898에서 개발된 카빈 중 하나인 Karabiner 98b에서 개발되었다. K98k는 1935년에 독일 국방군에 표준 지급 소총으로 처음 채택되었으며, 많은 구형 버전이 개조되고 단축되었다.

#### 마우저 KKW 사관생도 소총
마우저 KKW 사관생도 소총은 1938년에 도입된 단발 .22 구경 소총이다. Kar98k와 거의 동일하다. 이 사관생도 소총은 모든 독일군, 준군사 조직 및 경찰 조직, 특히 히틀러 청소년단에서 사용되었다.

#### Gew 41

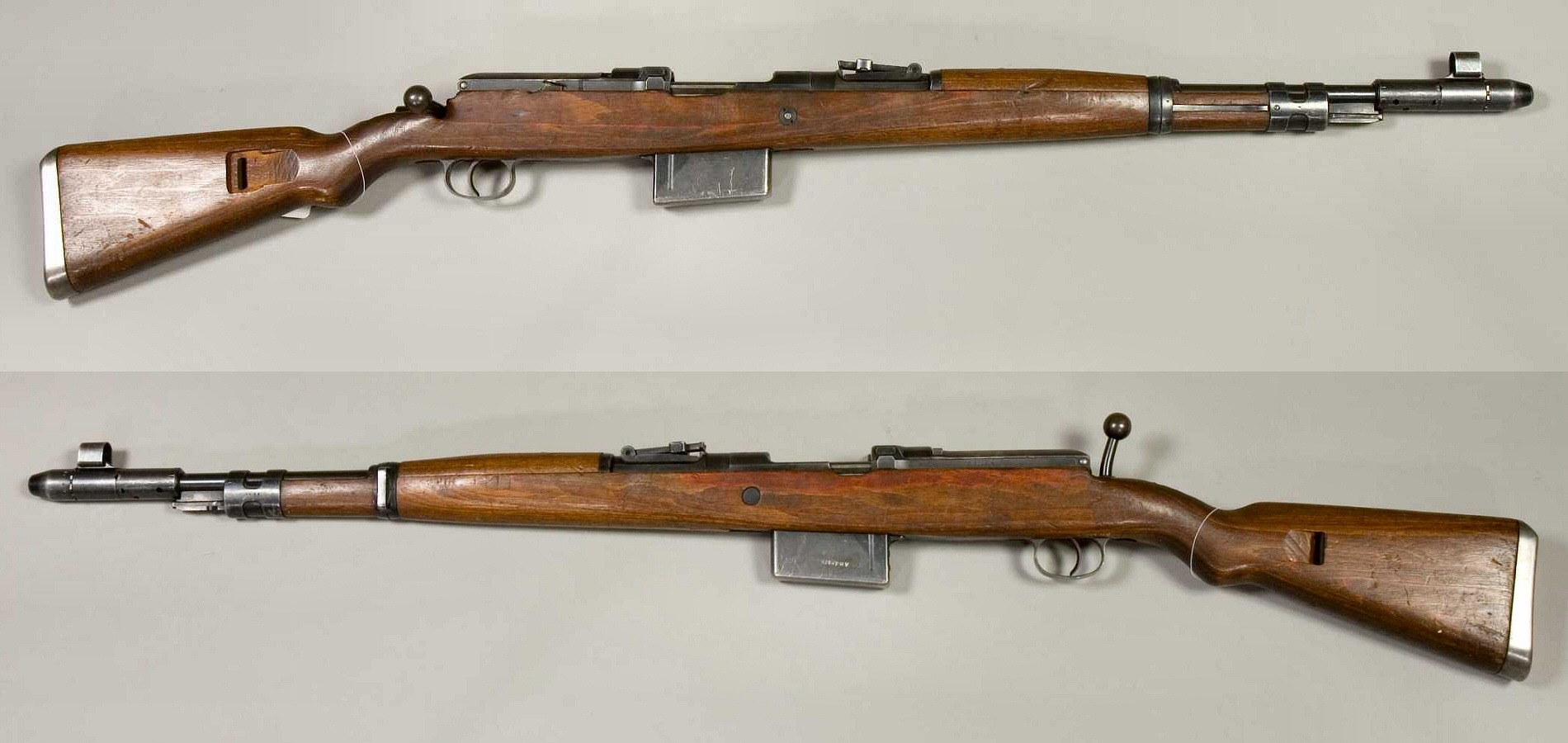
Gew 41 (마우저 버전) 반자동 소총

일반적으로 "G41(W)" 또는 "G41(M)"으로 알려진 Gew 41 소총은 제2차 세계 대전 중 나치 독일이 사용한 반자동 소총이었다. 1940년까지 독일 국방군은 다양한 제조업체에 사양을 발행했고, 마우저와 발터는 매우 유사한 프로토타입을 제출했다. 두 Gewehr 41 모델 모두 "뱅" 시스템(방 소총의 설계자 이름을 따서 명명됨)으로 알려진 메커니즘을 사용했다. 이 시스템에서 총알의 가스는 총구 근처의 링 모양 콘에 갇혔고, 이는 다시 긴 피스톤 로드를 당겨 총미를 열고 총을 재장전했다. 두 모델 모두 Kar98k의 삽탄자 두 개를 사용하여 장전되는 내장형 10발 탄창을 포함하고 있었는데, 7.92×57mm 마우저 탄환을 사용했기 때문에 재장전이 비교적 느렸다. 마우저 디자인인 G41(M)은 G41(W)와 함께 가스 시스템 오염 문제로 실패했다. G41(M) 소총은 생산이 중단되기 전에 6,673정만 생산되었고, 이 중 1,673정은 사용할 수 없는 것으로 반환되었다.

### 권총

#### 마우저 C78 "지그재그" 리볼버

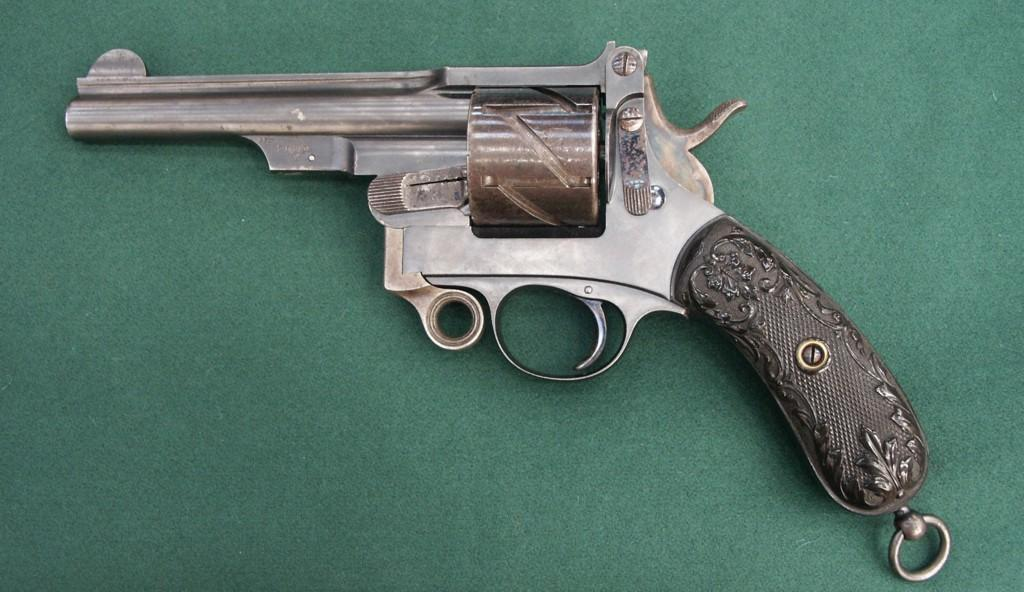
마우저 C78 "지그재그"

마우저 C78 지그재그는 19세기 후반에 마우저에서 제조된 리볼버였다. 이것은 파울 마우저의 첫 번째 권총 디자인이었다.

#### C1896 권총

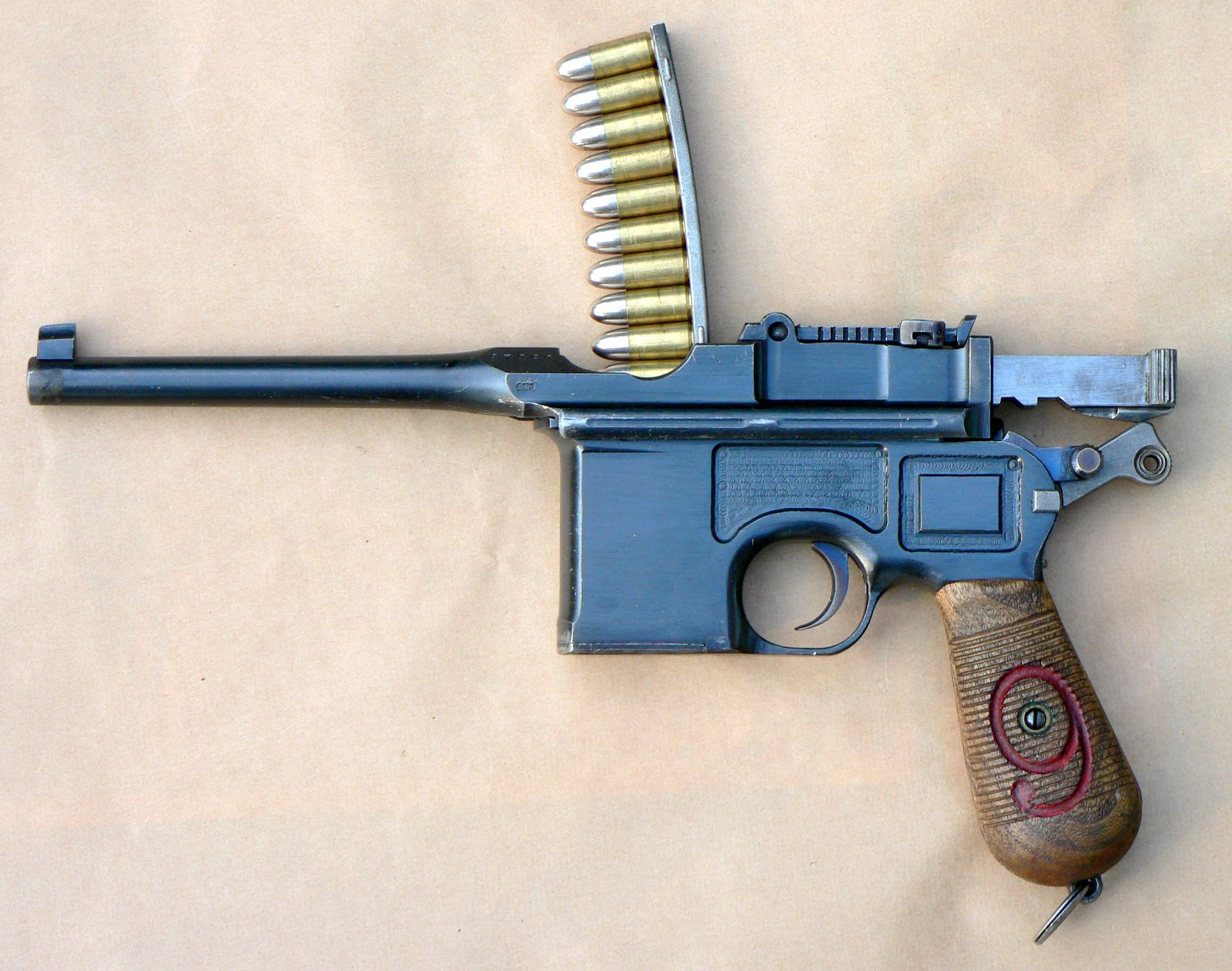
9mm 루거 탄을 사용하는 마우저 C96

마우저는 1896년에 권총 디자인으로 확장하여 세 형제 피델, 프리드리히, 요제프 페더를레(종종 "Federle"로 오기됨)가 설계한 C96, 흔히 "빗자루 손잡이"로 알려진 것을 생산했다. 모든 버전은 탈착식 어깨 개머리판 홀스터를 사용했다. 1896년부터 1930년대 후반까지 백만 개 이상의 C96이 생산되었다.

#### 마우저 1910 및 1914 포켓 권총

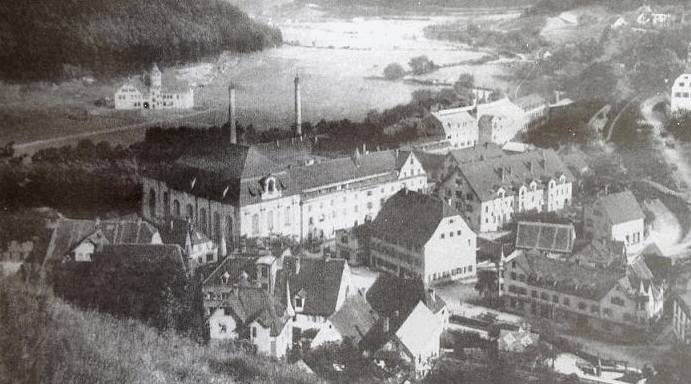
마우저 공장, 1910년

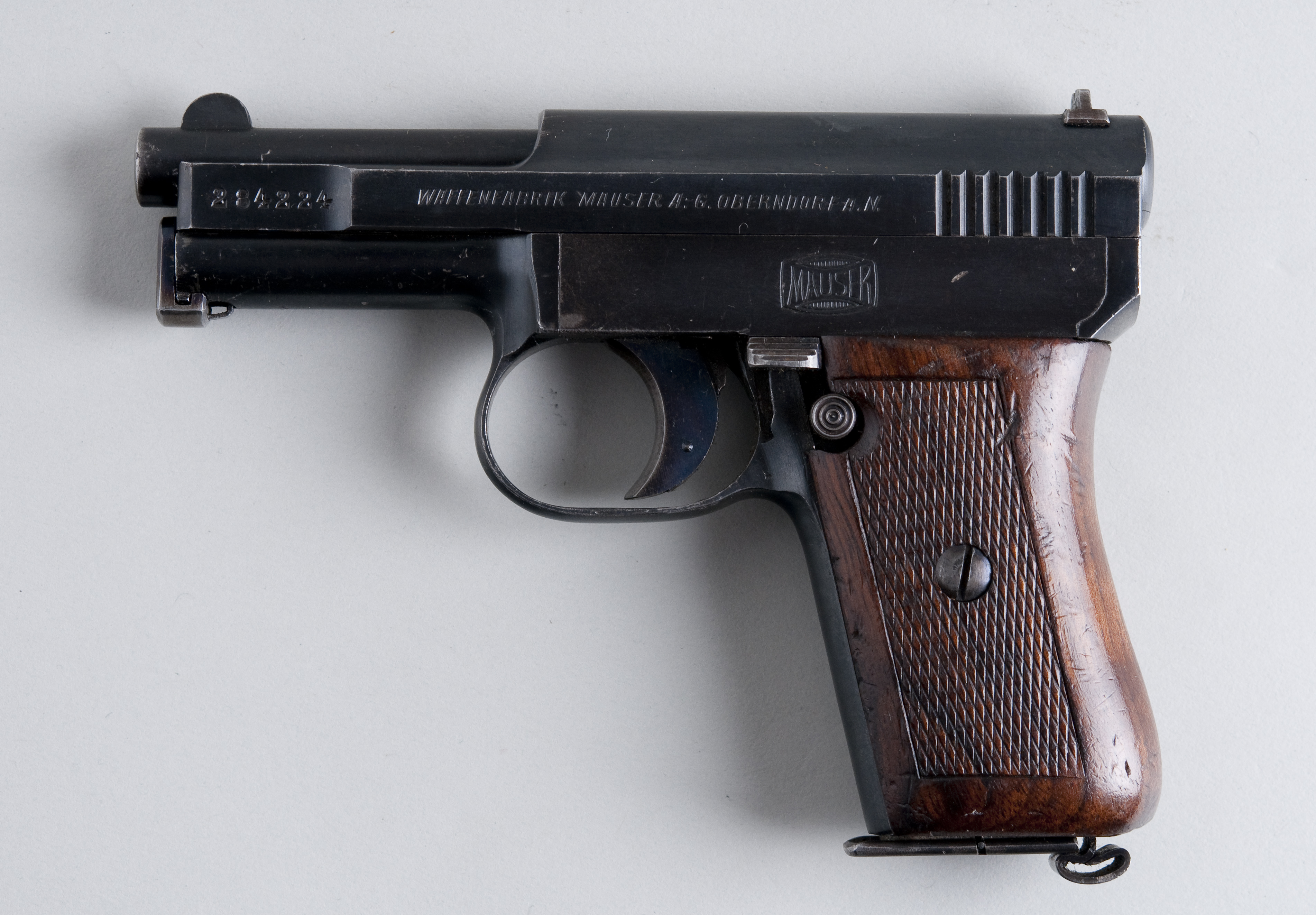
마우저 1910

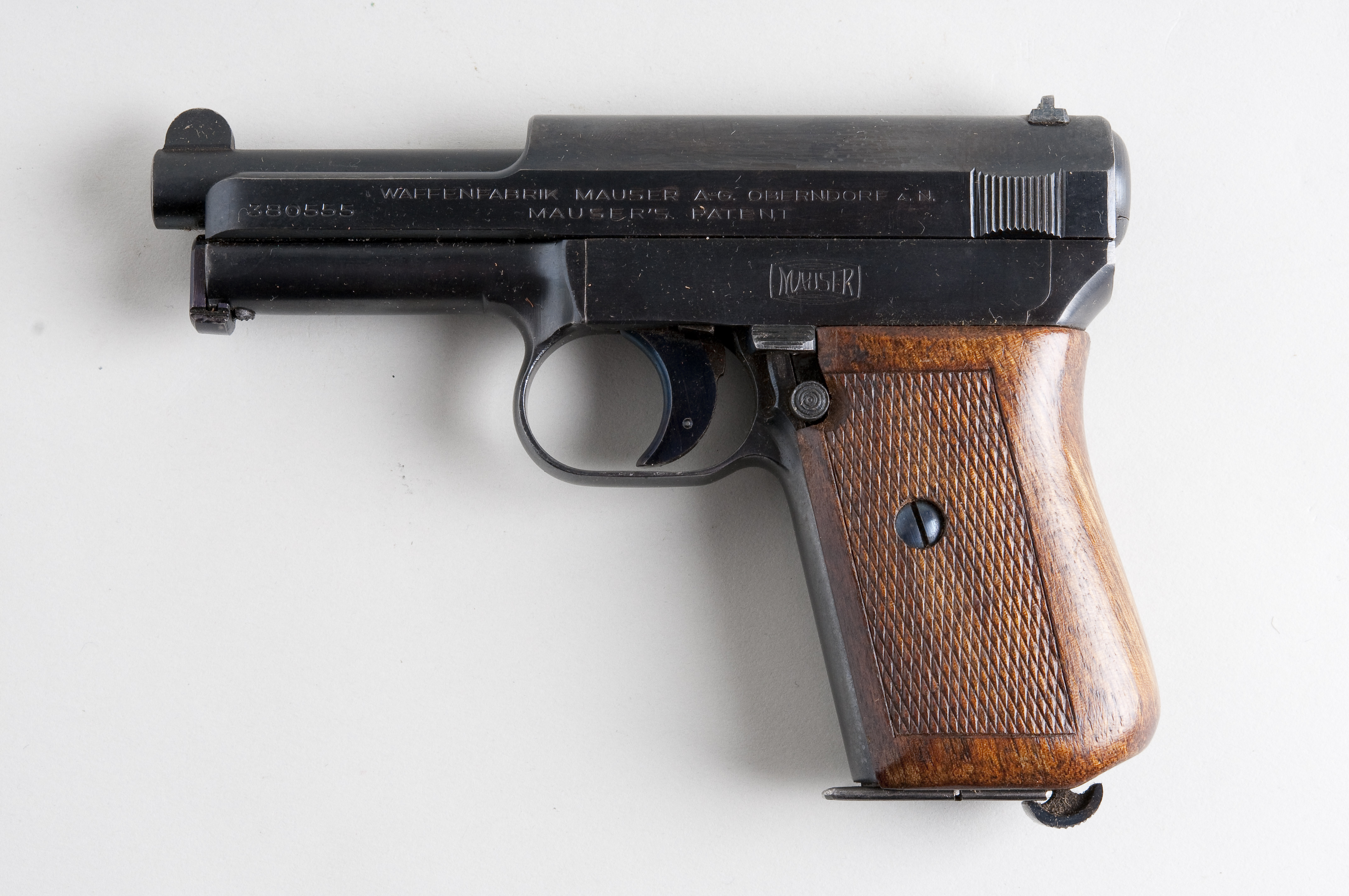
마우저 1914

마우저 모델 1910은 .25 ACP (6.35 mm) 탄환을 사용하는 작은 자동 장전 권총이었다. 1910년에 도입되었으며, .32 ACP (7.65 mm) 탄환을 사용하는 업데이트된 모델인 마우저 모델 1914는 1914년에 출시되었다. 이들 대부분은 독일 국방군과 전쟁해군에서 사용되었다. 또한 상업적으로도 판매되었다.

#### 마우저 모델 1934 포켓 권총

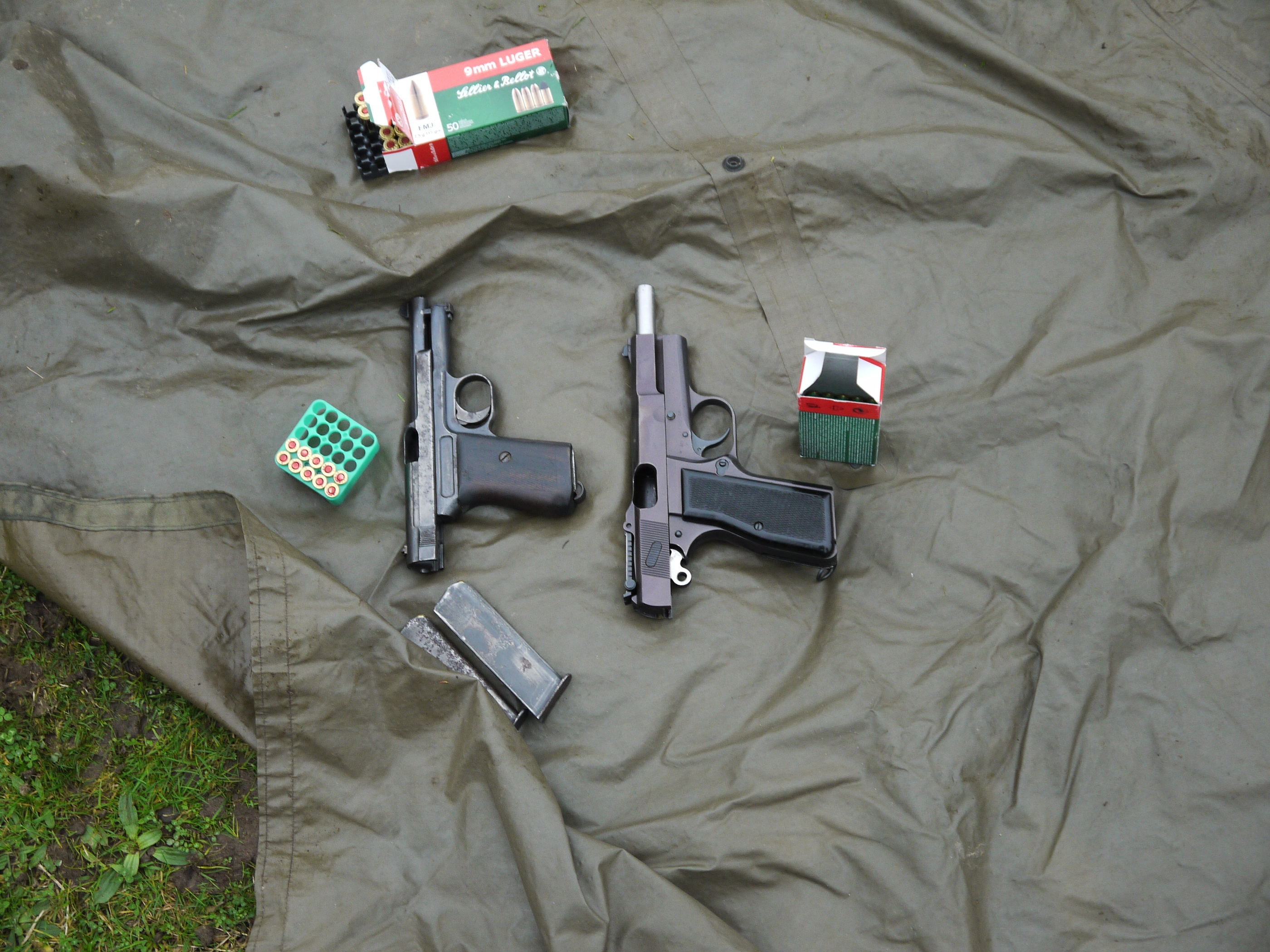
좌: 7.65 mm 1934년 모델 포켓 권총, 우: 브라우닝 9 mm (비교용)

이것은 초기 모델 1910/14를 기반으로 .32 ACP (7.65 mm) 탄환을 사용하는 작은 포켓 권총이었다. 마우저 모델 1934는 손잡이가 더 곡선형인 것을 제외하면 1914와 거의 동일하다. 전쟁해군에서 사용되었으며 상업적으로도 판매되었다.

#### 마우저 HSc
마우저 HSc는 1940년대에 도입된 자동 장전 권총이었다. .32 ACP 구경의 소형 더블액션 블로우백 디자인이었다. 생산은 1940년부터 제2차 세계 대전이 끝날 때까지, 그리고 1960년대와 1970년대 초까지 이어졌다. 전후 모델은 .380 ACP로도 제공되었다.

### 1940년 이후
1940년, 마우저 회사는 독일군에 반자동 소총인 Gewehr 41을 재장비하기 위한 경쟁에 초대되었다. 작동 메커니즘을 위한 가스를 빼내기 위해 총신에 구멍을 뚫지 않아야 한다는 등 비실용적인 요구 사항이 명시되었으며, 이는 신뢰할 수 없는 메커니즘을 초래했다. 두 가지 디자인이 제출되었고, 마우저 버전인 G 41(M)은 시험에서 처참하게 실패했다. 짧은 생산 후 취소되었다. 그 결과로 나온 디자인은 Gew 43의 더 간단한 가스 작동식 시스템으로 전환되기 전까지는 실제로 성공을 거두지 못했다. 제2차 세계 대전 중, 오버른도르프의 마우저 공장은 연합군에 의해 전략적으로 폭격당하여 26명의 작업자가 사망하고 회사의 발전소가 파괴되었다. 프랑스군은 1945년 4월 20일 오버른도르프(이후 한동안 점령했다)에 진입했고, 그곳의 시장과 계획 위원회는 저항 없이 항복했다. 그날 그곳에서는 피 한 방울 흘리지 않았다.

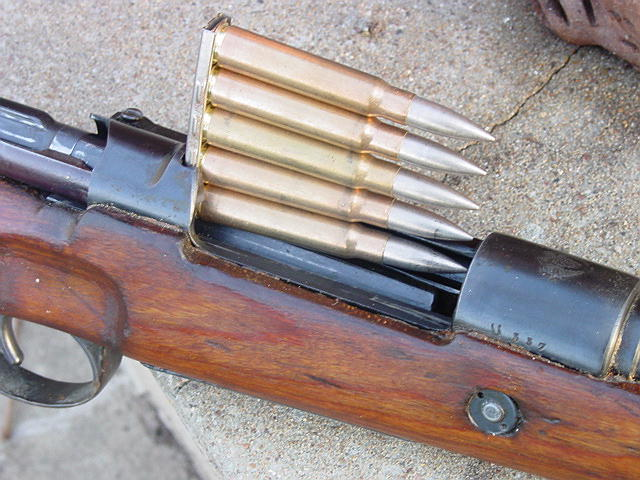
8×57mm 탄약을 담은 마우저 Kar98k 삽탄자

유럽 전쟁 후, 공장은 잠시 재건되어 이제 장비가 부족하고 지쳐있는 프랑스군을 위해 무기를 생산했다. 공장은 전쟁배상금 목적으로 점령군에 의해 해체되었고, 대부분의 공장 건물(총 약 60%)이 철거되었으며, 현지 프랑스군 사령관의 명령으로 기록이 파괴되었다. 몇 년 동안 마우저 베르케는 마이크로미터와 같은 정밀 측정 기구 및 도구를 제조했다. 전 마우저 엔지니어인 에드문트 헤클러, 테오도르 코흐, 알렉스 자이델은 할 수 있는 것을 구해 헤클러운트코흐를 설립했고, 이 회사는 이후 독일의 주요 소형 무기 제조사가 되었다. 마우저는 계속해서 사냥용 소총과 스포츠용 소총을 만들었다. 1994년, 이 회사는 라인메탈의 자회사가 되어 마우저 BK-27 및 기타 탄약을 제조하는 기관포 제조업체로 2004년 라인메탈 바페 무니티온 GmbH와 합병될 때까지 활동했다. 1999년에는 사냥, 방어, 스포츠 소총의 민간 제조 부문이 라인메탈에서 분리되었다.

## 마우저 탄약
파울 마우저는 7.65×53mm 마우저(1889년)와 7×57mm 마우저(1892년) 소총 탄약을 설계했다. 이 탄약은 군용 마우저 서비스 소총에 사용되었으며, 8mm 르벨 (1886년), 8×50mmR 만리허 (1890년), .303 브리티시 (1891년)와 같은 다른 현대 무연 화약 서비스 탄약에 비해 고성능 서비스 탄약 디자인이었다. 마우저는 또한 1890년경에 6.5×57mm, 1895년경에 6×57mm를 개발했는데, 둘 다 군용으로는 사용되지 않았지만 사냥용 탄약으로 사용되었다. 6.5×57mm는 아마도 여러 6.5mm 군용 탄약의 디자인에 영향을 미쳤을 것이다. 6×57mm는 구식이 되었다.

## 1945년 이후의 마우저 화기
마우저는 1950년대에 공식적으로 재설립되었다.

### 1960년대
발터 게만의 소총 디자인을 구매하여 1965년에 모델 66으로 생산을 시작했다. 마우저 HSc와 같은 일부 자동 권총도 제공되었다.
- 모델 66
- 모델 66 S
- 모델 66 P

### 1970년대–1990년
- 모델 77[27]
- 모델 86 SR[28]

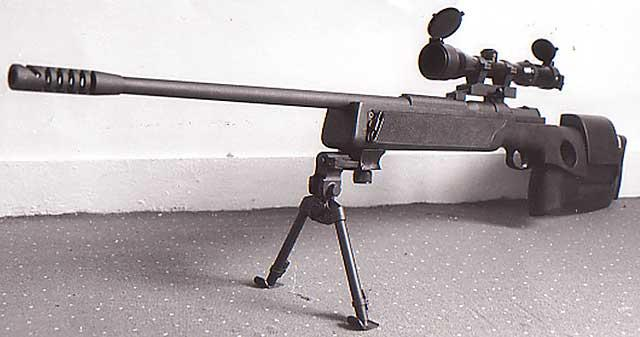
마우저 SP66 저격소총

- 마우저 SP66 – 모델 66을 기반으로 한 저격소총이다. 추가로 업그레이드된 모델은 마우저 86 SR이었다.[29]
- 마우저 파라벨룸[30]

### 1990–2004년
1995년, 마우저의 총기 사업부는 라인메탈 베를린 AG에 인수되었다. 판매는 1996년에 완료되었고 회사는 마우저-베르케 오버른도르프 바펜시스템 GmbH로 이름이 변경되었다. 라인메탈 베를린 AG는 같은 해에 라인메탈 AG로 이름이 변경되었다.
1999년, 마우저의 일부는 더 이상 무기 산업에 종사하지 않는 스위스 산업 협회 (SIG)에 매각되었다. 이 부분은 마우저 야크트바펜 GmbH가 되었다. 2000년, 마우저 야크트바펜 GmbH는 SIG가 모든 총기 사업을 매각하는 과정에서 뤼케 & 오르트마이어 그룹에 매각되었다.
2004년, 라인메탈 바펜 무니티온 GmbH는 마우저-베르케 오버른도르프 바펜시스템 GmbH, 라인메탈 W & M GmbH, 버크 노이에 테크놀로지 GmbH, 피로테크닉 실버휘테 GmbH, NICO 피로테크닉 한스-위르겐 디데릭스 GmbH & Co. KG의 합병으로 설립되었다.
- 마우저 SR 93 저격소총
- 모델 94
- 모델 96 / 모델 96 S – 스트레이트 풀 액션 소총
- 마우저 SR 97
- 마우저 80SA – 페기에르 에스 겔리파르 (FÉG)에서 제조하고 마우저에서 마무리한 브라우닝 하이파워 클론
- 마우저 90DA – DA/SA 하이파워 파생형, 역시 FÉG에서 제조

## 기관포
제2차 세계 대전 이전
20 mm FlaK 30/38 기관포
20 mm MG FF 기관포—스위스 오리콘 FF의 1936년 이카리아 베르케 베를린 파생형
20 mm MG 151 기관포/20
20 mm MG 213 기관포—전쟁 중 개발되었으나 생산되지 않음
30 mm MK 108 기관포 1940년 라인메탈-보르지히에서 개발
제2차 세계 대전 이후
27 mm BK-27 기관포
30 mm RMK30 기관포

## 같이 보기
- 헤임 익스프레스 매그넘
- 마우저 M18
- 앤티크 총

## 참고 문헌
- “C96 Broomhandle”. mauserguns.com. 2012년 4월 22일에 원본 문서에서 보존된 문서. 2012년 5월 7일에 확인함.
- Olson, Ludwig Elmer (1976) [1950]. 《Mauser Bolt Rifles》 3판. Montezuma, Iowa: F. Brownell & Son. ISBN 978-0-9767409-4-0.
- Sams, Stanhope (1898년 8월 1일). “The Krag-Jorgensen Gun: It is inferior in many respects to the Mauser used by the Spaniards” (PDF). 《뉴욕 타임스》. 2012년 5월 8일에 확인함.
- Smith, W.H.B. (1990) [1946]. 《Mauser Rifles and Pistols》. Prescott, Arizona: Wolfe Publishing Company. ISBN 978-0-935632-94-1.
- Venola, Richard (2010년 9월 23일). “Plezier Mauser”. 2012년 5월 8일에 확인함.
- 《Folleto descriptivo del Mosquetón Mauser 7,62, trasformado de 7 mm. 2nd ed.》. Madrid. 1969.